# Щедрович Єлизавета
Єлизаве́та Щедро́вич, у шлюбі Ганкевич (1885 —  1909) — скрипалька-віртуозка і композиторка родом з Олександрівська на Катеринославщині.

## Біографічні відомості
Музичну освіту здобула в Санкт-Петербурзькій (у Леопольда Ауера) і Празькій (у Отакара Шевчика) консерваторіях.
Впродовж 1903—1908 активно концертувала в Петербурзі, Наддніпрянщині, Празі, Пльзні, Відні, Чернівцях, Львові. Талант скрипальки високо оцінили музичні критики.
У 1906 році взяла шлюб з юристом Левом Ганкевичем, вони переїхали до Львова. 1907 року народила дочку Ніну.
Від 1908 року — викладачка у Музичному інституті імені Миколи Лисенка у Львові. Також викладала приватно і написала кілька п'єс на гуцульські теми.